# Margarites biconica
Margarites biconica is een slakkensoort uit de familie van de Margaritidae. De wetenschappelijke naam van de soort is voor het eerst geldig gepubliceerd in 1996 door Numanami.